# Generali Open 2019 - Qualificazioni singolare
Le qualificazioni del singolare del Generali Open 2019 sono state un torneo di tennis preliminare per accedere alla fase finale della manifestazione. I vincitori dell'ultimo turno sono entrati di diritto nel tabellone principale. In caso di ritiro di uno o più giocatori aventi diritto a questi sono subentrati i lucky loser, ossia i giocatori che hanno perso nell'ultimo turno ma che avevano una classifica più alta rispetto agli altri partecipanti che avevano comunque perso nel turno finale.

## Teste di serie
1. Hugo Dellien (qualificato)
2. Denis Istomin (primo turno)
3. Matthias Bachinger (qualificato)
4. Guillermo García López (qualificato)

1. Viktor Galović (primo turno)
2. Carlos Berlocq (ultimo turno)
3. Elliot Benchetrit (ultimo turno)
4. Yannick Hanfmann (ultimo turno)

## Qualificati
1. Hugo Dellien
2. Lucas Miedler

1. Matthias Bachinger
2. Guillermo García López

## Tabellone

### Legenda
| - Q = Qualificato - WC = Wild card - LL = Lucky loser | - ALT = Alternate - SE = Special Exempt - PR = Protected Ranking | - w/o = Walkover - r = Ritirato - d = Squalificato |

### Sezione 1
|  | Primo turno | Primo turno    | Primo turno  | Primo turno | Primo turno |  |  | Ultimo turno | Ultimo turno | Ultimo turno | Ultimo turno | Ultimo turno |  |
|  |             |                |              |             |             |  |  |              |              |              |              |              |  |
|  | 1           | Hugo Dellien   | Hugo Dellien | 6           | 7           |  |  |              |              |              |              |              |  |
|  |             | Peđa Krstin    | Peđa Krstin  | 3           | 5           |  |  | 1            | Hugo Dellien | 4            | 6            | 6            |  |
|  | WC          | Sandro Kopp    | 7            | 4           | 7           |  |  | WC           | Sandro Kopp  | 6            | 1            | 2            |  |
|  | 5           | Viktor Galović | 69           | 6           | 64          |  |  |              |              |              |              |              |  |

### Sezione 2
|  | Primo turno | Primo turno    | Primo turno    | Primo turno | Primo turno |  |  | Ultimo turno | Ultimo turno   | Ultimo turno | Ultimo turno | Ultimo turno |  |
|  |             |                |                |             |             |  |  |              |                |              |              |              |  |
|  | 2           | Denis Istomin  | Denis Istomin  | 1           | 3           |  |  |              |                |              |              |              |  |
|  |             | Lucas Miedler  | Lucas Miedler  | 6           | 6           |  |  |              | Lucas Miedler  | 6(1)         | 7            | 6            |  |
|  |             | Miljan Zekić   | Miljan Zekić   | 3           | 2           |  |  | 6            | Carlos Berlocq | 7            | 5            | 3            |  |
|  | 6           | Carlos Berlocq | Carlos Berlocq | 6           | 6           |  |  |              |                |              |              |              |  |

### Sezione 3
|  | Primo turno | Primo turno        | Primo turno        | Primo turno | Primo turno |  |  | Ultimo turno | Ultimo turno       | Ultimo turno       | Ultimo turno | Ultimo turno |  |
|  |             |                    |                    |             |             |  |  |              |                    |                    |              |              |  |
|  | 3           | Matthias Bachinger | Matthias Bachinger | 6           | 6           |  |  |              |                    |                    |              |              |  |
|  |             | Marc-Andrea Hüsler | Marc-Andrea Hüsler | 2           | 3           |  |  | 3            | Matthias Bachinger | Matthias Bachinger | 6            | 6            |  |
|  | Alt         | Hsieh Cheng-peng   | Hsieh Cheng-peng   | 1           | 2           |  |  | 8            | Yannick Hanfmann   | Yannick Hanfmann   | 3            | 4            |  |
|  | 8           | Yannick Hanfmann   | Yannick Hanfmann   | 6           | 6           |  |  |              |                    |                    |              |              |  |

### Sezione 4
|  | Primo turno | Primo turno            | Primo turno            | Primo turno | Primo turno |  |  | Ultimo turno | Ultimo turno           | Ultimo turno           | Ultimo turno | Ultimo turno |  |
|  |             |                        |                        |             |             |  |  |              |                        |                        |              |              |  |
|  | 4           | Guillermo García López | Guillermo García López | 6           | 6           |  |  |              |                        |                        |              |              |  |
|  | Alt         | Igor Zelenay           | Igor Zelenay           | 3           | 4           |  |  | 4            | Guillermo García López | Guillermo García López | 6            | 7            |  |
|  | WC          | Moritz Thiem           | Moritz Thiem           | 64          | 0           |  |  | 7            | Elliot Benchetrit      | Elliot Benchetrit      | 4            | 64           |  |
|  | 7           | Elliot Benchetrit      | Elliot Benchetrit      | 7           | 6           |  |  |              |                        |                        |              |              |  |